# San Martín de la Vega
San Martín de la Vega es un municipio español del sur de la Comunidad de Madrid, situado en la comarca de Las Vegas. Es conocido por estar en su término municipal el parque temático Parque Warner Madrid. A fecha de 2020, la población era de 19 663 habitantes.

## Geografía

### Ubicación
San Martín de la Vega crece en el valle del río Jarama y cuenta con una de las vegas más fértiles de la Comunidad de Madrid. Más del 80 % de su término municipal está incluido en el ámbito del parque regional del Sureste, dado su alto interés ecológico y medioambiental. Asimismo, se ha situado como un enclave turístico debido a la apertura en 2002 de Parque Warner, el parque temático más grande e importante del mundo de los dedicados a la compañía Warner Bros.

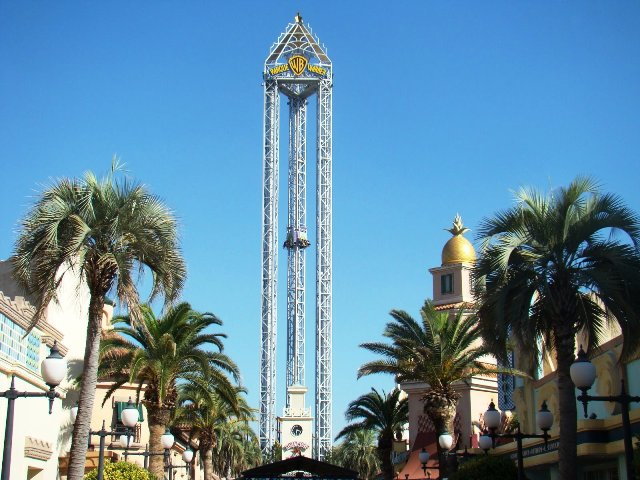
La Venganza del Enigma en Parque Warner, Madrid, con 115 metros.

Limita al norte con los municipios de Getafe, Rivas-Vaciamadrid y Arganda del Rey; al este con Morata de Tajuña; al oeste con Pinto; y al sur con Ciempozuelos, Chinchón y Valdemoro. Le separa de la capital de España una distancia de 22 kilómetros y ocupan una extensión de 105,93 km² a 515 metros de altitud sobre el nivel del mar. Su posición geográfica (plaza de la Constitución) es 40°12′28,69″ N y 3°34′7,9″ O. El gentilicio de sus vecinos es el de sanmartineros.
| Noroeste: Getafe    | Norte: Rivas-Vaciamadrid | Noreste: Arganda del Rey |
| Oeste: Pinto        |                          | Este: Morata de Tajuña   |
| Suroeste: Valdemoro | Sur: Ciempozuelos        | Sureste: Chinchón        |

### Accesos
Desde Madrid, directamente, por la carretera M-301 (Villaverde Bajo a San Martín de la Vega, por Perales del Río) también se accede desde la A-4 salida 9 a M-45 y M-301 a la nueva variante de la M-301 por detrás del cerro de los Ángeles. Hay acceso a la M-301 desde las carreteras M-45 y M-50. Se accede también por las carreteras M-506 (desde la A-4, desvíos 22 y 20 en Pinto y desde la A-3 en Arganda del Rey, desvíos 21 (M-832), 22 (nueva M-506) o 42 (M-302 a través de Perales y Morata de Tajuña o desde Chinchón) y desde Ciempozuelos por la M-307 (cruce con la M-404).
Desde Madrid, varias líneas de autobuses regulares con salida en el intercambiador de Villaverde Bajo (con parada de metro de la línea 3 Villaverde Bajo-Cruce), hacen parada o terminan en San Martín. El aeropuerto más cercano es Madrid-Barajas, 30 km al norte (unos 37 km por carretera). No hay transporte público directo.

### Clima
El clima en San Martín de la Vega tiene un marcado grado de continentalidad, con veranos calurosos e inviernos fríos. Según la caracterización agroclimática de la provincia de Madrid, la precipitación media anual oscila entre los 450 y los 500 mm y la temperatura media anual entre los 13 y 14 °C, siendo en periodo estival entre 22 y 25 °C y en invierno de 6 °C. San Martín de la Vega crece en el valle del río Jarama y cuenta con una de las vegas más fértiles de la Comunidad de Madrid.

### Cañadas
Cordel de Galiana, vereda de los Cerros, coladas y abrevaderos de la Raya de Chinchón, de la Barranca, de la Casa Ventura y colada del camino de Pinto.

### Hidrografía
Por el municipio circulan el río Jarama y una serie de arroyos: el de las Amargas, de Pascual Domingo, del Portachuelo y de la Vega de Madrid. También están presentes el embalse de Gózquez de Arriba y la Real Acequia del Jarama.

## Historia
San Martín de la Vega fue fundado en la Edad Media por la ciudad de Segovia y poblado por segovianos, perteneció al Comunidad de ciudad y tierra de Segovia hasta 1480 cuando Isabel la Católica donó ilegalmente parte del sexmo de Casarrubios y la entera parte de Sexmo de Valdemoro (perteneciendo San Martín de la Vega al segundo) al matrimonio Cabrera-Bobadilla pasando sus habitantes de ser vecinos libres a sus pecheros y perdiendo sus bienes comunes. Esta decisión según la reina primero temporal y luego definitiva fue fuertemente contestada por el Concejo de la ciudad de Segovia y por los municipios desmembrados que se atrevieron a intentar rebatir su decisión y llevarla a los tribunales peticiones que siempre eran desestimadas por la propia reina y no llegaron a ningún juez.
Durante la Guerra de las Comunidades este lugar como otros desmembrados de Segovia se levantaron contra Carlos V y durante un breve lapsus de tiempo se autorestituyeron dentro de la Comunidad de Ciudad y Tierra de Segovia hasta el aplastamiento de la revolución.

## Servicios

### Educación
En San Martín de la Vega hay siete escuelas infantiles (públicas: Los Picapiedra, Este-2, San Martín de la Vega y Fantasía; privadas: Bambi, La Casita Encantada, La Cigüeña y Soletes), cinco colegios públicos de educación infantil y primaria (CEIP San Marcos, CEIP Los Cerros Chicos, CEIP General Izquierdo–La Marañosa, CEIP Jorge Guillén y CEIP Clara Campoamor), un instituto de educación secundaria (IES Anselmo Lorenzo), y un colegio concertado/privado (colegio Vegasur). También hay una escuela municipal de música y un centro público de educación de personas adultas.

### Sanidad
El municipio se encuentra ubicado en el Área 11 del mapa sanitario de la Comunidad de Madrid. Cuenta con el centro de salud San Martín de la Vega.

## Demografía
Cuenta con una población de 20 733 habitantes (INE 2024).
| Gráfica de evolución demográfica de San Martín de la Vega entre 1842 y 2021                                           |
| |
| Población de derecho según los censos de población del INE. Población de hecho según los censos de población del INE. |

## Transportes
San Martín de la Vega cuenta con seis líneas de autobús, cinco interurbanas y una urbana. De las cinco interurbanas, dos de ellas tienen cabecera en la estación de Villaverde Bajo-Cruce donde conecta con la línea 3 del Metro de Madrid. Las líneas de bus son:
Urbana
| Línea | Recorrido                      | Operador |
| ----- | ------------------------------ | -------- |
| 1     | Circular San Martín de la Vega | La Veloz |
| I1    | Rutas institutos               | La Veloz |

Interurbanas
| Línea | Recorrido                                                                   |
| ----- | --------------------------------------------------------------------------- |
| 410   | Aranjuez - Ciempozuelos – San Martín de la Vega                             |
| 412   | Madrid (Villaverde Bajo-Cruce) – San Martín de la Vega                      |
| 413   | Pinto (Estación FFCC) – San Martín de la Vega                               |
| 415   | Madrid (Villaverde Bajo-Cruce) - Villaconejos                               |
| 416   | Valdemoro (Hospital) - San Martín de la Vega - Titulcia - Colmenar de Oreja |
| N403  | Madrid (Atocha) - San Martín de la Vega                                     |

Ferrocarril
Entre los años 2002 y 2012, San Martín de la Vega tenía dos estaciones de tren que pertenecían a la línea C3a de Cercanías Madrid. Ambas estaciones fueron cerradas junto con la línea ya mencionada por la escasa demanda que soportaba. La primera parada era la estación de Parque de Ocio situada junto al Parque Warner Madrid que funcionaba mientras el parque de atracciones abría al público. De hecho, la estación estaba dentro del recinto, sobre el aparcamiento. La segunda y última parada era la estación de San Martín de la Vega que se situaba a las afueras del núcleo urbano, quedando a una distancia considerable del mismo. De hecho, había un autobús que comunicaba la estación con el pueblo.

## Política
Con la restauración de la democracia gobernó el PSOE hasta 2003 (hasta 1995 con mayoría absoluta), siendo el primer alcalde José Luis Vállega Fernández. En 1988, tras una crisis interna en el PSOE de la localidad y tras una moción de censura, fue elegido como alcalde del mismo partido político Juan Carlos Vállega, que se mantuvo gobernando hasta el año 2003, año en el que el Partido Popular gana las elecciones por mayoría simple. Gobierna Carmen Guijorro durante seis meses, pero en diciembre de 2003, después de que su partido obligue a la dimisión de Juan Carlos Vállega como portavoz del PSOE en el Ayuntamiento, se produce una moción de censura por parte de IU y PSOE nombrando a Miguel Ángel Belinchón alcalde de la localidad. Izquierda Unida solicitó para la aceptación de apoyo a la moción de censura, la concejalía de Urbanismo y la primera tenencia de alcaldía.
En mayo de 2007 el Partido Popular consigue la mayoría absoluta, siendo alcaldesa Carmen Guijorro. El resultado de esas elecciones fue de 10 concejales para el PP y 7 para el PSOE, desapareciendo del Ayuntamiento Izquierda Unida. Los resultados habrían sido Carmen Guijorro (PP) 3524, Miguel Ángel Belinchón (PSOE) 2637 y Francisco Nogales (IU) 343.
En mayo de 2011 vuelve a ser el Partido Popular quienes ganan las elecciones por mayoría absoluta. Los resultados: fueron Carmen Guijorro (PP) 3481 votos, Victoriano Cruz (PSOE) 2335 votos, María Brea (IU-Los verdes) 680 votos y Daniel Cano (ECOLO- Izquierda Social) 366 votos.
En mayo de 2015 el PSOE gana las elecciones por mayoría absoluta con 3462 votos frente a 1777 del PP y 1217 de ¡Sí Se Puede!.
|   | Periodo                           | Partido político | Alcalde                                          |
| - | --------------------------------- | ---------------- | ------------------------------------------------ |
| 1 | (1979-1988)                       | PSOE             | José Luis Vállega Fernández                      |
| 2 | (1988-2003)                       | PSOE             | Juan Carlos Vállega Fernández                    |
| 3 | (junio de 2003-diciembre de 2003) | PP               | María del Carmen Guijorro Belinchón              |
| 4 | (2003-2007)                       | PSOE             | Miguel Ángel Belinchón Jiménez                   |
| 5 | (2007-2015)                       | PP               | María del Carmen Guijorro Belinchón              |
| 6 | (2015-)                           | PSOE             | Rafael Martínez Pérez (alcalde en la actualidad) |

## Urbanismo
| Núcleos urbanos                           | Núcleos urbanos                         | Núcleos urbanos              |
| Barrios del núcleo principal              | Barrios del núcleo principal            | Barrios del núcleo principal |
| ----------------------------------------- | --------------------------------------- | ---------------------------- |
| Nombre                                    | Distancia                               | Uso                          |
| Casco histórico                           | 0 km                                    | Residencial                  |
| El Jardín                                 | 600 m del casco histórico               | Residencial                  |
| El Quiñón                                 | a 1,4 km del casco histórico            | Residencial                  |
| La Cañada                                 | a 1,8 km del casco histórico            | Residencial                  |
| Los Hoteles                               | 1,1 km del casco histórico              | Residencial                  |
| Santa Elena                               | a 1,8 km del casco histórico            | Residencial                  |
| Ensanche                                  | 1,4 km del casco histórico              | Residencial                  |
| Urbanizaciones                            |                                         |                              |
| El Pingarrón                              | 8,8 km del casco histórico              | Agropecuario y residencial   |
| La Marañosa - Poblado de Abajo            | a 8 km al norte del casco urbano        | militar e industrial         |
| La Marañosa - Poblado de Arriba           | a 8 km al norte del casco urbano        | militar e Industrial         |
| Vallequillas Norte                        | a 5,7 km al nordeste del núcleo urbano  | Residencial                  |
| Vallequillas Sur                          | 5,7 km al nordeste del núcleo urbano    | Residencial                  |
| Entidades de población - Fincas privadas  |                                         |                              |
| Conejera de Santa Juliana                 | a 9,7 km al nordeste del núcleo urbano  | Agropecuario y residencial   |
| Granja Aroca                              | a 3 km al norte del núcleo urbano       | Agropecuario y residencial   |
| Isla de Santa Teresa                      | a 3,7 km al nordeste del núcleo urbano  | Agropecuario y residencial   |
| Isla del Hierro                           | a 5,2 km al nordeste del núcleo urbano  | Agropecuario y residencial   |
| La Boyeriza                               | a 5,7 km al nordeste del núcleo urbano  | Agropecuario y residencial   |
| La Mariquita                              | a 1,2 km al este del núcleo urbano      | Agropecuario y residencial   |
| Las Vallequillas                          | a 6 km al nordeste del núcleo urbano    | Agropecuario y residencial   |
| Los Ángeles                               | a 6,7 km al nordeste del núcleo urbano  | Agropecuario y residencial   |
| Soto Pajares                              | a 8,7 km al nordeste del núcleo urbano  | Agropecuario y residencial   |
| Real Sitio de Gózquez - Gózquez de Arriba | a 4,5 km, al noroeste del núcleo urbano | Agropecuario y residencial   |
| Real Sitio de Gózquez - Gózquez de Abajo  | a 3,3 km al norte del núcleo urbano.    | Agropecuario y residencial   |
| Industria                                 |                                         |                              |
| Polígono industrial AIMAYR                | a 7,3 km del casco urbano               | Industria                    |

## Cultura
La localidad dispone de una biblioteca pública, un centro cívico cultural donde se realizan exposiciones, dispone de aulas de formación y de una sala multiusos perfecta para conferencias, representaciones teatrales o incluso proyecciones con capacidad para 280 butacas. También hay un auditorio municipal de reciente construcción con 440 butacas donde se realzan representaciones teatrales, musicales y monólogos.
En lo relativo al deporte, existen un polideportivo municipal, una piscina municipal y una piscina cubierta

### Fiestas
Fiestas en honor al patrón, San Marcos (25 de abril). Son tradicionales los encierros y espectáculos taurinos, procesiones, así como actuaciones musicales a cargo de la banda municipal de música y otros grupos. En cuanto a las tradiciones vecinales, son los típicos Guisos de Conejo con patatas que reúnen en la avenida de la Comunidad de Madrid a miles de vecinos, que invitan a cualquiera a la degustación de este plato típico. Alrededor del 28 de abril se celebra el llamado día "de la Hera",donde se celebra en la ermita de San Marcos Evangelista un ofrecimiento y subasta de productos del pueblo y la Hermandad de la Natividad de Ntra. Sra y San Marcos Evangelista invita a todos los paisanos y visitantes a limonada,jamón y pastas.
El 10 de julio se celebran las fiestas de San Cristóbal (Cristóbal de Licia) con una pequeña misa en la ermita de San Cristóbal y a continuación tiene lugar la procesión que traslada al Santo hasta la iglesia de la Natividad de Nuestra Señora situada en el casco histórico. La ermita de San Cristóbal está ubicada entre el barrio de Santa Elena y el ensanche, sustituye a la antigua ermita que se situaba en el cerro del barrio de Santa Elena y que fue demolida para ampliar el barrio.
El día 8 de septiembre se celebra la fiesta de la Natividad de Nuestra Señora. En San Martín de la Vega se celebra el fin de semana primero de septiembre, con una Santa Misa y la procesión desde la parroquia del pueblo hasta la ermita de San Marcos, allí se renueva el ofrecimiento de la localidad a la Virgen, siendo testigo San Marcos Evangelista, como patrón del pueblo. A continuación se reanuda la procesión hasta la iglesia de la Natividad de Nuestra Señora situada en el casco histórico. A su llegada la Hermandad de la Natividad de Ntra. Sra y San Marcos Evangelista invita a todos los asistentes a limonada, jamón y pastas.

## Patrimonio histórico

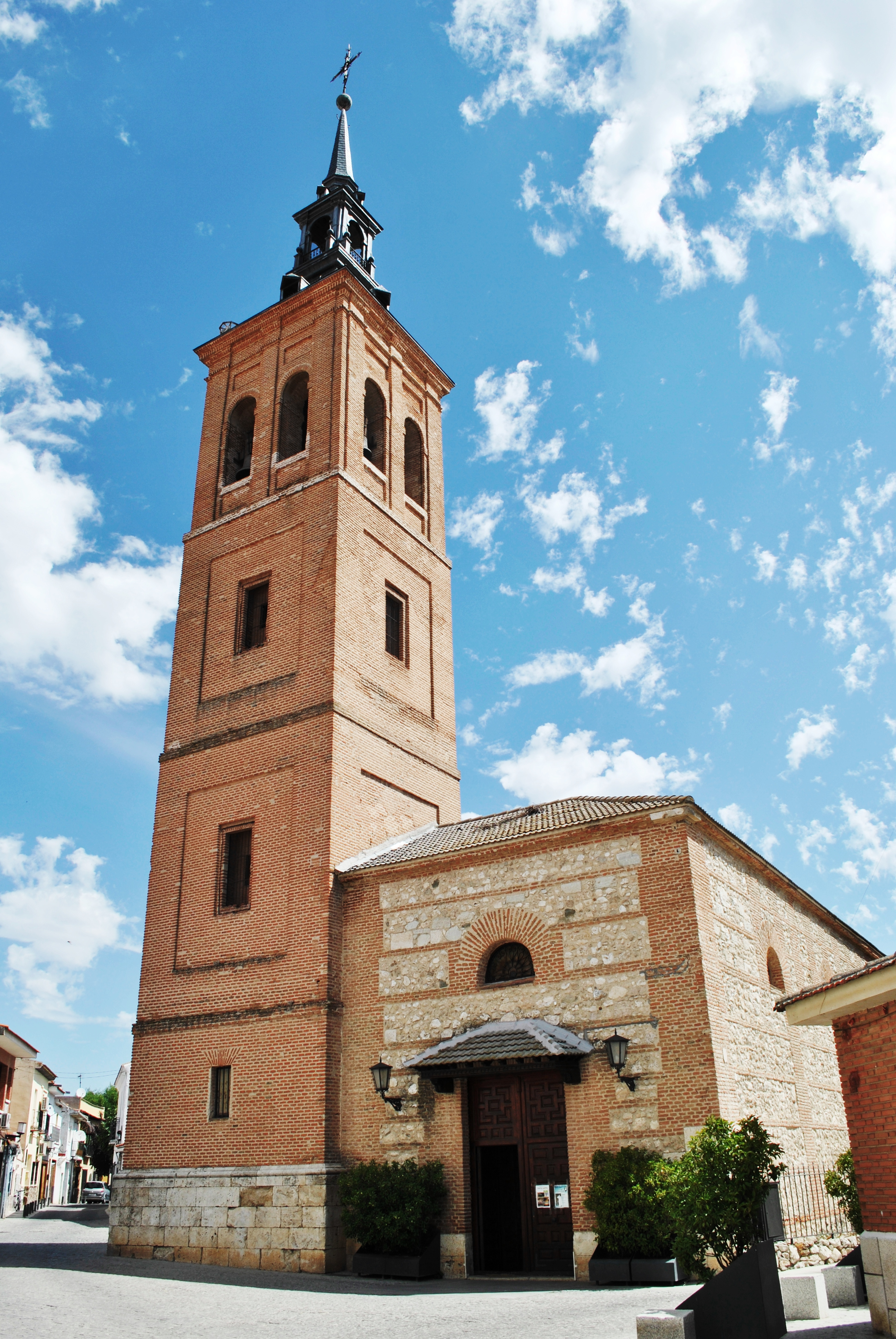
Iglesia de la Natividad de Nuestra Señora

San Martín de la Vega cuenta con una serie de bienes inmuebles, tanto públicos como privados, que por su interés histórico y cultural figuran dentro del Catálogo de elementos Protegidos. Estos son la iglesia parroquial de La Natividad de Nuestra Señora, la ermita de San Marcos, la ermita de San Cristóbal, la fuente del Martín Pescador, las antiguas escuelas, la casa de compuertas de la Real Acequia del Jarama (El Castillo), el conjunto de casa, bodegas, embalse y jardín de Gózquez de Arriba y el conjunto urbano del poblado militar de La Marañosa.